# David Dekker
David Dekker (Amersfoort, Países Baixos, 2 de fevereiro de 1998) é um ciclista profissional neerlandês que compete com a equipa Team Jumbo-Visma.
Seu pai Erik Dekker também foi ciclista profissional.

## Trajectória
Estreiou como profissional em 2018 com o Metec-TKH Continental Cyclingteam p/b Mantel. Em setembro de 2019, depois de ter-se proclamado campeão nacional em estrada na categoria sub-23 e ter conseguido o triunfo na 1.ª etapa da Carpathian Couriers Race, o SEG Racing Academy anunciou seu contrato para 2020. a 29 de fevereiro, na primeira corrida da temporada, ganhou a Ster van Zwolle. Uns dias depois finalizou terceiro em Le Samyn e voltou a triunfar na Dorpenomloop Rucphen. Estes sucessos coseguidos antes da paragem provocada pela pandemia de doença por coronavirus permitiram-lhe dar o salto à máxima categoria após que em julho o Team Jumbo-Visma anunciasse seu contrato para os seguintes dois anos.

## Palmarés
- 2019
  - 1 etapa da Carpathian Couriers Race

- 2020
  - Ster van Zwolle
  - Dorpenomloop Rucphen

## Resultados em Grandes Voltas
| Corrida | Corrida         | 2018 | 2019 | 2020 | 2021 |
| ------- | --------------- | ---- | ---- | ---- | ---- |
|         | Giro d'Italia   | —    | —    | —    | Ab.  |
|         | Tour de France  | —    | —    | —    | —    |
|         | Volta a Espanha | —    | —    | —    | —    |

—: não participa
Ab.: abandono

## Equipas
- Metec-TKH Continental Cyclingteam p/b Mantel (2018-2019)
- SEG Racing Academy (2020)
- Team Jumbo-Visma (2021-)